# Odendaalsrus
Odendaalsrus este un oraș din Africa de Sud.